# Lima Metropolitana

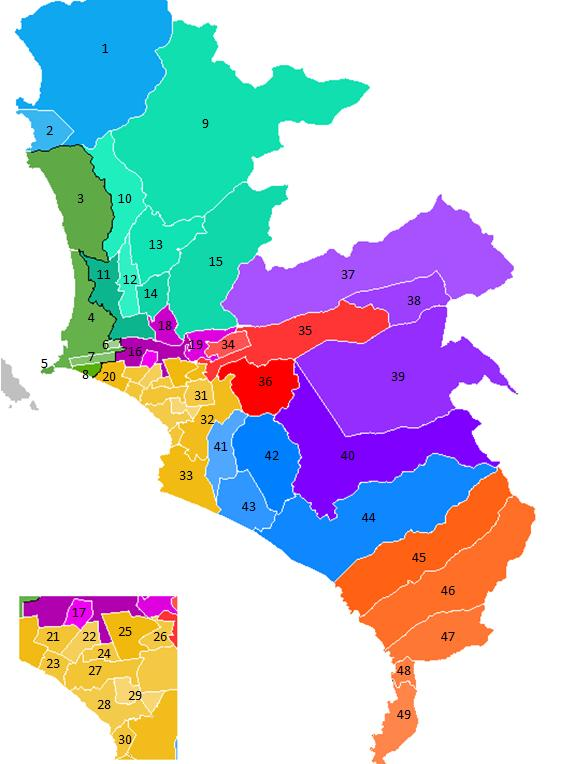
Lima Metropolitana

Lima Metropolitana (spanska: Área Metropolitana de Lima) är ett område som utgörs av storstadsområdet provinsen Lima och staden Callao i Peru.
Lima Metropolitana består av fem mindre områden: Cono norte, Cono sur, Cono este, Centrala Lima, och Callao. Befolkningen uppskattas till över 11 miljoner (2020) enligt INEI.